# Alexander Megos
Alexander Megos (Erlangen, 12 de agosto de 1993) es un deportista alemán que compite en escalada, especialista en las pruebas de dificultad y bloques.
Ganó tres medallas en el Campeonato Mundial de Escalada entre los años 2018 y 2023, y una medalla de plata en el Campeonato Europeo de Escalada de 2017.

## Palmarés internacional
| Campeonato Mundial | Campeonato Mundial  | Campeonato Mundial | Campeonato Mundial |
| Año                | Lugar               | Medalla            | Prueba             |
| ------------------ | ------------------- | ------------------ | ------------------ |
| 2018               | Innsbruck (Austria) | Medalla de bronce  | Dificultad         |
| 2019               | Hachioji (Japón)    | Medalla de plata   | Dificultad         |
| 2023               | Berna (Suiza)       | Medalla de bronce  | Dificultad         |
| Campeonato Europeo |                     |                    |                    |
| Año                | Lugar               | Medalla            | Prueba             |
| 2017               | Múnich (Alemania)   | Medalla de plata   | Bloques            |